# تاکومتسا
تاکومتسا (به لاتین: Täkumetsa) یک روستا در استونی است که در دهستان کوتلا واقع شده‌است.